# Kruthusen
Kruthusen är ett kommunalt fastighetsbolag med fastighetsbestånd i Karlskrona. Bolaget äger främst offentliga lokaler (exempelvis BTH:s). Ett annat kommunalt fastighetsbolag i Karlskrona är Karlskronahem, som äger många hyreslägenheter.